# جزیره استارباک

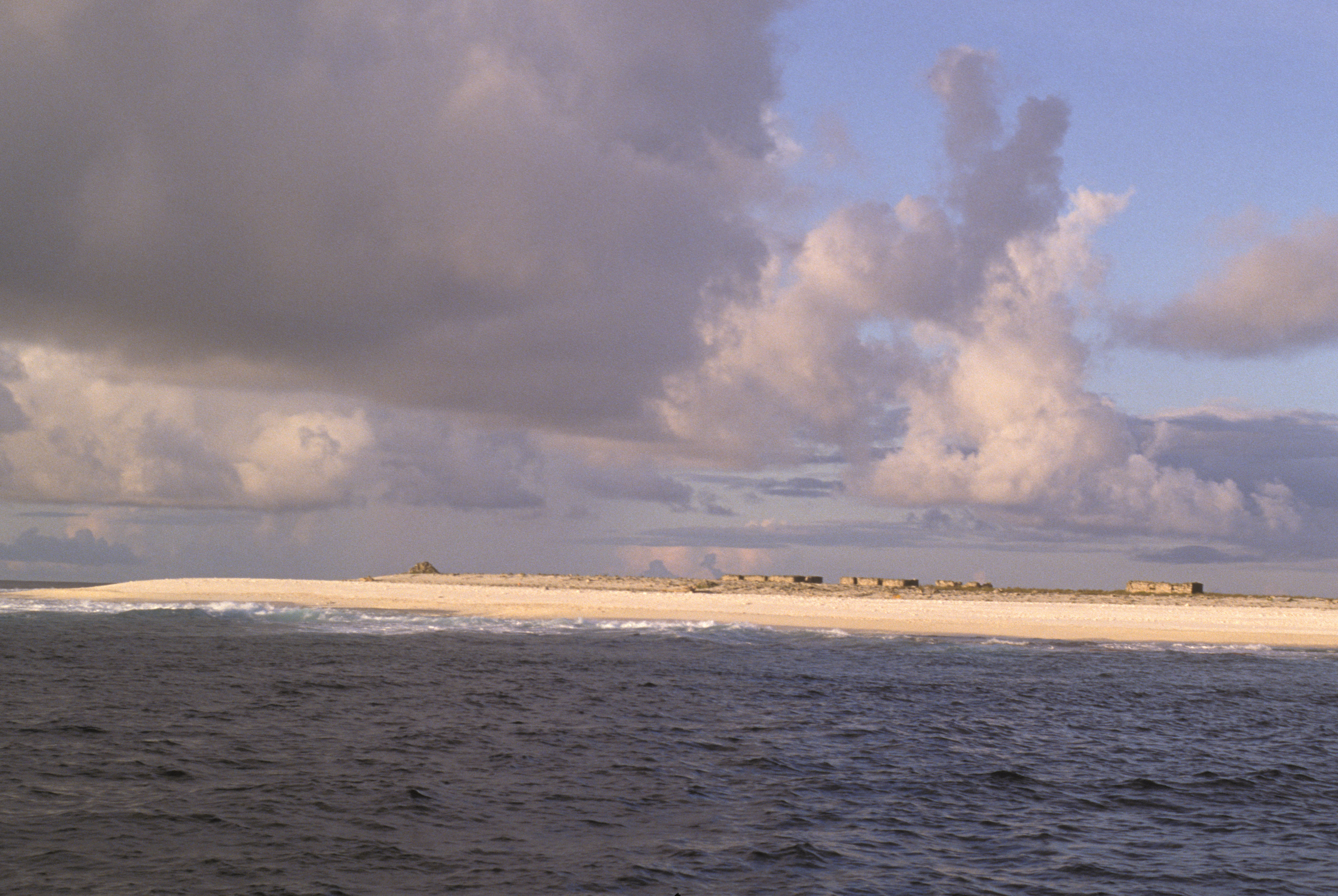
بقایای سکونت‌گاه تهیه کود مرغی متعلق به سده ۱۹ در جزیره استارباک

جزیره استارباک (انگلیسی: Starbuck Island) یا جزیره والنتیر (Volunteer Island) یک جزیره مرجانی غیرمسکونی در میانه اقیانوس آرام است که بخشی از جزایر لاین و متعلق به جمهوری کیریباتی است.

## جغرافیا
طول جزیره استارباک در راستای شرق به غرب ۸٫۹ کیلومتر، عرض آن در راستای شمال به جنوب ۳٫۵ کیلومتر و وسعت آن ۱٬۶۲۰ هکتار است. این جزیره پست، خشک بوده و از سنگ آهک مرجانی تشکیل شده و ساحلی پرشیب دارد که ارتفاع آن به ۶ تا ۸ متر می‌رسد. چندین تالاب داخلی فراشور در سمت شرقی جزیره تشکیل شده‌است.
در جزیره استارباک آب شیرین وجود ندارد و یکی از خشک‌ترین آب‌سنگ‌های مرجانی در مجموعه جزایر لاین به‌شمار می‌رود. میانگین بارندگی سالانه این جزیره به حدود ۸۰۰ میلی‌متر می‌رسد.